# Notpron
Notpron (originalmente estilizado como not pr0n) é um jogo de enigma online criado em julho de 2004 pelo desenvolvedor de jogos alemão David Münnich. Ele consiste em uma série de níveis, cada uma exigindo que os jogadores resolvam quebra-cabeças complexos e naveguem por vários desafios. O jogo foi reverenciado pelos jogadores, jornalistas e pelo próprio Münnich como o "enigma mais difícil de toda a internet".

## Jogabilidade
Considerado um dos primeiros jogos de quebra-cabeça online, Notpron possui um layout padrão, com o jogador sendo apresentado a uma página na web contendo um enigma que deve ser descoberto inserindo a solução no URL correta para prosseguir para o próximo nível. Os níveis consistem em encontrar uma password (conhecida como "UN/PW" pela comunidade do jogo) ou encontrar uma URL para usar para prosseguir para o próximo nível. Os níveis exigem verificar se há pistas no código-fonte da página como uma dica para ocultar mensagens ali, para que os jogadores entendam o que estão tentando fazer.
Conforme o jogador avança, os níveis subsequentes passam a ser cada vez mais complexos e únicas, muitas vezes exigindo que o jogador execute habilidades específicas, além de exigir a um conhecimento amplo em aplicativos de edição de imagens vídeo e áudio, ou exigindo conhecimento de várias áreas e temas diferentes, como o uso de criptografia, conhecimento musical, reconhecimento de padrões, linguagem HTML, persistência e visualização remota.
O jogo tem um total de 140 níveis, divididas em três grupos; 82 níveis em números positivos, um nível "zero", 44 negativos e 13 níveis com números gregos (variando de "Alfa" a "NU"). Esses três grupos de níveis não diferem entre si, além de terem nomes diferentes, embora cada nível consecutivo aumente em dificuldade.

## História
Inspirado por outro jogo online chamado de "This is not Porn", do ponto de vista de Münnich, os níveis eram bastante injustos e um tanto enfadonhos, então ele criou os primeiros cinco níveis em 2004, logo após colocando-os em uma pasta temporária chamada de "notpron", e postou em seu website. Depois de pouco tempo, centenas de pessoas começaram a jogar o jogo e então já era tarde demais para mudar seu nome. Até outubro de 2020, apenas 100 pessoas conseguiram terminar os 140 níveis, dos mais de 20 milhões de visitantes desde agosto de 2004. Isto se deve à alta dificuldade do último nível, NU, que a resposta ao nível NU muda cada vez que alguém consegue superá-lo.
Em maio de 2006, Münnich criou um certificado para quem resolveu o quebra-cabeça, mencionando que o titular possui conhecimentos de edição de áudio e imagem, linguagem HTML, informática, compreensão musical, persistência e lógica. Em 29 de outubro de 2020, Münnich parou de fazer esses certificados, porque a "equipe Notpron investiu muito tempo e esforço para tentar garantir que os trapaceiros não cheguem ao fim e, portanto, não consigam obter um certificado. Parte da barreira anti-trapaça era a exigência de contas pagas, o que não é mais o caso, então seria mais fácil para os trapaceiros chegarem ao fim, o que tiraria valor dos certificados."

## Recepção
Kashann Kilson de Inverse chamou o jogo "a combinação perfeita de um quebra-cabeça de lógica e uma caça ao tesouro online."
Spiegel Online em janeiro de 2006 descreveu o jogo como um dos quebra-cabeças mais difíceis da Internet e um modelo para sites como o Frvade. Sendo um dos primeiros, mais conhecidos e mais jogados quebra-cabeças online deste tipo, tem sido uma fonte de inspiração para outros criadores de outros quebra-cabeças deste gênero.

## Ligações externos
- Sítio oficial